# Standbeelden in de regen
Standbeelden in de regen is een hoorspel van Gerry Jones. Out of the Rain werd op 7 augustus 1963 door de BBC uitgezonden. Frits Enk vertaalde het en de BRT zond het uit op zondag 4 oktober 1970. De regisseur was Frans Roggen. De klankbeelden werden gerealiseerd in het IPEM van de Rijksuniversiteit te Gent door Louis De Meester. De uitzending duurde 63 minuten. 

## Rolbezetting
- Ugo Prinsen (Jimmy)
- Jeanine Schevernels (Susan)
- Maurits Goossens (een oude man)
- Jos Simons (de eigenaar van het café)
- Piet Bergers (een agent)

## Inhoud
Ergens in de jaren 60 ontmoeten een jonge man en een vrouw elkaar op een strandboulevard in de regen. Ze begeven zich naar een in onbruik geraakte bioscoop. De man heeft echter een buitensporige verbeelding; er is iets niet in de haak met hem...